# Rostrenen
Rostrenen [ʁɔstʁənɛ̃] est une commune du département des Côtes-d'Armor, dans la région Bretagne, en France.

## Toponymie
Le nom de la localité est attesté sous les formes Rostrenen en 1248, Rostraenen en 1254, Rostrenen en 1262, 1267 et en 1269, Rostraenen en 1270 et en 1285, Rostrenain en 1294, Rostrenen 1296, Rostrainen en 1317, Rostraenein vers 1330, Rosdrenen en 1368, Rostrenen en 1535 et en 1536.
Le nom de la commune vient des mots bretons « roz » (tertre) et « draenen » (ronces).
 Rostrenen (Rostrenenn en breton) signifie donc « la colline (ou le tertre) des ronces ».
La légende raconte qu'une statue en bois de la Vierge a été trouvée dans un buisson de ronces. Cette statue est exposée dans l'église de Rostrenen. Elle est montrée en plein air, lors de la procession du 15 août. Les pèlerins, s'éclairant avec une bougie, se donnent rendez-vous vers 20 heures, devant l'église et montent en chantant sur la colline du Miniou (près de l'observatoire météorologique) autour d'un grand feu de bois. Ce pèlerinage est l'un des plus fréquentés en Bretagne.

### Prononciation
Rostrenen se prononce /rosse-treu-nain/ (toujours en phonétique « française »).
En breton, Rostrenenn se prononce /rosse-traine/ (phonétique française et non internationale) : la finale est probablement tombée au cours du Moyen Âge par amuïssement sous l'influence du fort accent tonique breton mais comme souvent pour les noms de lieux bretons, l'administration française a conservé une graphie archaïque datant du Moyen Âge (cf le célèbre Henaff prononcé /Henañ/ mais dont l'état-civil conserve l'usage du digramme ff utilisé par les Bretons au Moyen Âge pour noter la nasalisation d'une voyelle).

## Géographie

### Localisation
Rostrenen est située dans la partie occidentale de la péninsule bretonne, à l'intérieur des terres (en Argoat), loin des côtes et des grands centres urbains, dans une région appelée communément le Kreiz Breizh. Rostrenen est ainsi situé à vol d'oiseau à 50 km au sud-ouest de Saint-Brieuc, à 54 km au nord de Lorient, à 64 km au nord-est de Quimper et à 122 km à l'ouest de Rennes. Elle fait partie sur le plan historique de la partie cornouaillaise des Côtes-d'Armor : elle faisait, sous l'ancien régime, partie de l'évêché de Cornouaille. Plus localement, Rostrenen est la ville principale du pays Fisel, un pays traditionnel qui doit son nom à la célèbre danse.
|        | Kergrist-Moëlou |               |
| Glomel | Rostrenen       | Plouguernevel |
|        | Mellionnec      |               |

### Géographie physique
La RN 164 traverse la commune et contourne par le nord l'agglomération principale. La commune renferme plusieurs bois : bois de Kerbescond, bois de Coat ar Forn et totalise 359 ha de bois pour une superficie totale de 3 217 ha. La colline de Miniou Braz, située au sud du bourg, culmine à 262 mètres d'altitude et constitue le plus haut sommet de la commune. Le sud de la commune correspond au territoire de l'ancienne commune de Bonen que celle-ci a annexé en 1970. La commune est traversée dans sa partie sud selon un axe Est-Ouest par le canal de Nantes à Brest.
| - Carte en couleurs de la commune de Rostrenen. - Carte topographique de la commune de Rostrenen. |

### Géologie
Le granite porphyroïde de Rostrenen, dit « à dents de cheval », doit sa particularité aux feldspaths riches en inclusions, en particulier de biotite, qu'il contient, qui se présentent sous la forme de mégacristaux de 10 à 15 cm. De bons affleurements sont visibles à Keriou, Porspine, Sainte-Christine, Kerroc'h (le nom signifie « village des rochers » en breton), etc..

### Hydrographie
Pour un article plus général, voir Réseau hydrographique des Côtes-d'Armor.
La commune est située dans le bassin Loire-Bretagne. Elle est drainée par le canal de Nantes à Brest, le ruisseau de Restmanguy, le Petit Doré, le Saint Jacques et le Restmenguy,,.
Le canal de Nantes à Brest est un canal, chenal et un estuaire et un cours d'eau naturel navigable, d'une longueur de 396 km. Il prend sa source dans la commune de Nort-sur-Erdre et se jette  dans la Loire à Nantes, après avoir traversé 82 communes. 
Le Petit Doré, d'une longueur de 17 km, prend sa source dans la commune de Kergrist-Moëlou et se jette  dans le canal de Nantes à Brest à Plouguernével. 

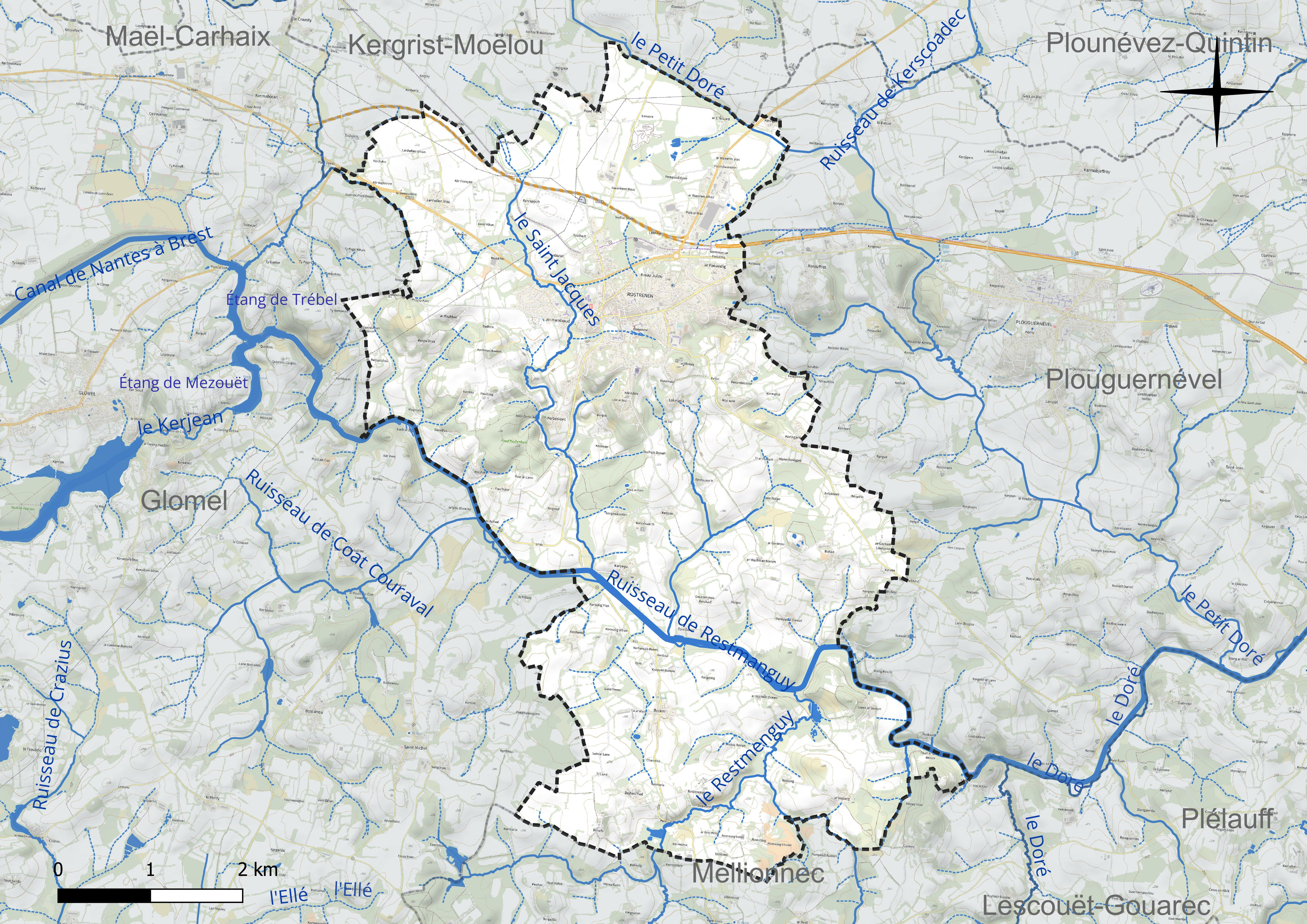
Réseau hydrographique de Rostrenen.

### Climat
Le climat qui caractérise la commune est qualifié, en 2010, de « climat océanique franc », selon la typologie des climats de la France qui compte alors huit grands types de climats en France métropolitaine. En 2020, la commune ressort du type « climat océanique » dans la classification établie par Météo-France, qui ne compte désormais, en première approche, que cinq grands types de climats en métropole. Ce type de climat se traduit par des températures douces et une pluviométrie relativement abondante (en liaison avec les perturbations venant de l'Atlantique), répartie tout au long de l'année avec un léger maximum d'octobre à février.
Les paramètres climatiques qui ont permis d’établir la typologie de 2010 comportent six variables pour les températures et huit pour les précipitations, dont les valeurs correspondent à la normale 1971-2000. Les sept principales variables caractérisant la commune sont présentées dans l'encadré ci-après.
| Paramètres climatiques communaux sur la période 1971-2000 - Moyenne annuelle de température : 10,7 °C - Nombre de jours avec une température inférieure à −5 °C : 1,7 j - Nombre de jours avec une température supérieure à 30 °C : 1,7 j - Amplitude thermique annuelle : 12,1 °C - Cumuls annuels de précipitation : 1 148 mm - Nombre de jours de précipitation en janvier : 16,2 j - Nombre de jours de précipitation en juillet : 8,4 j |

Avec le changement climatique, ces variables ont évolué. Une étude réalisée en 2014 par la direction générale de l'Énergie et du Climat complétée par des études régionales prévoit en effet que la  température moyenne devrait croître et la pluviométrie moyenne baisser, avec toutefois de fortes variations régionales. La station météorologique de Météo-France installée sur la commune et mise en service en 1954 permet de connaître l'évolution des indicateurs météorologiques. Le tableau détaillé pour la période 1981-2010 est présenté ci-après.
| Mois                                  | jan.             | fév.           | mars            | avril           | mai             | juin            | jui.           | août           | sep.            | oct.            | nov.            | déc.            | année      |
| ------------------------------------- | ---------------- | -------------- | --------------- | --------------- | --------------- | --------------- | -------------- | -------------- | --------------- | --------------- | --------------- | --------------- | ---------- |
| Température minimale moyenne (°C)     | 2,7              | 2,5            | 4               | 5,1             | 8,1             | 10,5            | 12,5           | 12,5           | 10,9            | 8,5             | 5,3             | 3,3             | 7,2        |
| Température moyenne (°C)              | 5,2              | 5,3            | 7,4             | 9               | 12,2            | 14,9            | 17             | 17             | 15              | 11,7            | 8,1             | 5,7             | 10,7       |
| Température maximale moyenne (°C)     | 7,6              | 8,1            | 10,8            | 12,9            | 16,2            | 19,4            | 21,4           | 21,5           | 19              | 14,9            | 10,8            | 8,1             | 14,3       |
| Record de froid (°C) date du record   | −13,9 20.01.1963 | −12 04.02.1963 | −7,9 07.03.1971 | −3,2 12.04.1986 | −0,2 04.05.1979 | 2,9 02.06.1962  | 5,9 03.07.1980 | 5,6 31.08.1986 | 3 30.09.1974    | −1,9 29.10.1997 | −5,2 29.11.1977 | −9,6 24.12.1963 | −13,9 1963 |
| Record de chaleur (°C) date du record | 15,8 26.01.1983  | 21,3 27.02.19  | 24,1 30.03.21   | 27,2 15.04.15   | 28,5 26.05.17   | 33,9 25.06.1976 | 35,1 23.07.19  | 37,9 09.08.03  | 32,3 01.09.1961 | 27,8 02.10.11   | 19,2 01.11.15   | 16 19.12.15     | 37,9 2003  |
| Ensoleillement (h)                    | 60,4             | 76,9           | 117,1           | 146,5           | 173             | 195,8           | 175,5          | 167,8          | 157,2           | 99              | 73,4            | 61,5            | 1 504,2    |
| Précipitations (mm)                   | 137,3            | 104,9          | 92,3            | 82,2            | 85,3            | 55              | 63,1           | 58,5           | 83,3            | 126,2           | 120,6           | 137             | 1 145,7    |

Rostrenen bénéficie d'un climat tempéré de type océanique dégradé. Rostrenen détient le record de France de l'insolation annuelle la plus faible avec seulement 1 243 h enregistrées en 1958.
- Température minimale la plus basse : −13,4 °C (17 janvier 1985)
- Température minimale la plus élevée : 22,1 °C (9 août 2003)[18]
- Plus fort cumul de pluie sur une journée : 151,89 mm (13 février 1982)

| Mois                              | jan. | fév. | mars | avril | mai  | juin | jui. | août | sep. | oct. | nov. | déc. | année |
| --------------------------------- | ---- | ---- | ---- | ----- | ---- | ---- | ---- | ---- | ---- | ---- | ---- | ---- | ----- |
| Température minimale moyenne (°C) | 2,4  | 2    | 3,1  | 4,3   | 7    | 10   | 12,2 | 12   | 10,3 | 7,8  | 5,1  | 3,7  | 6,7   |
| Température moyenne (°C)          | 4,3  | 4,3  | 6,1  | 7,9   | 10,3 | 14,1 | 16,2 | 15,9 | 14   | 10,8 | 7,8  | 5,8  | 9,8   |
| Température maximale moyenne (°C) | 6,8  | 7,3  | 9,6  | 11,8  | 14,5 | 18,5 | 20,6 | 20,5 | 18,1 | 14   | 10,3 | 8,3  | 13,4  |
| Précipitations (mm)               | 114  | 102  | 108  | 57    | 86   | 44   | 51   | 54   | 81   | 104  | 100  | 131  | 1 032 |

### Transports
La commune de Rostrenen est limitée au sud par le Canal de Nantes à Brest.

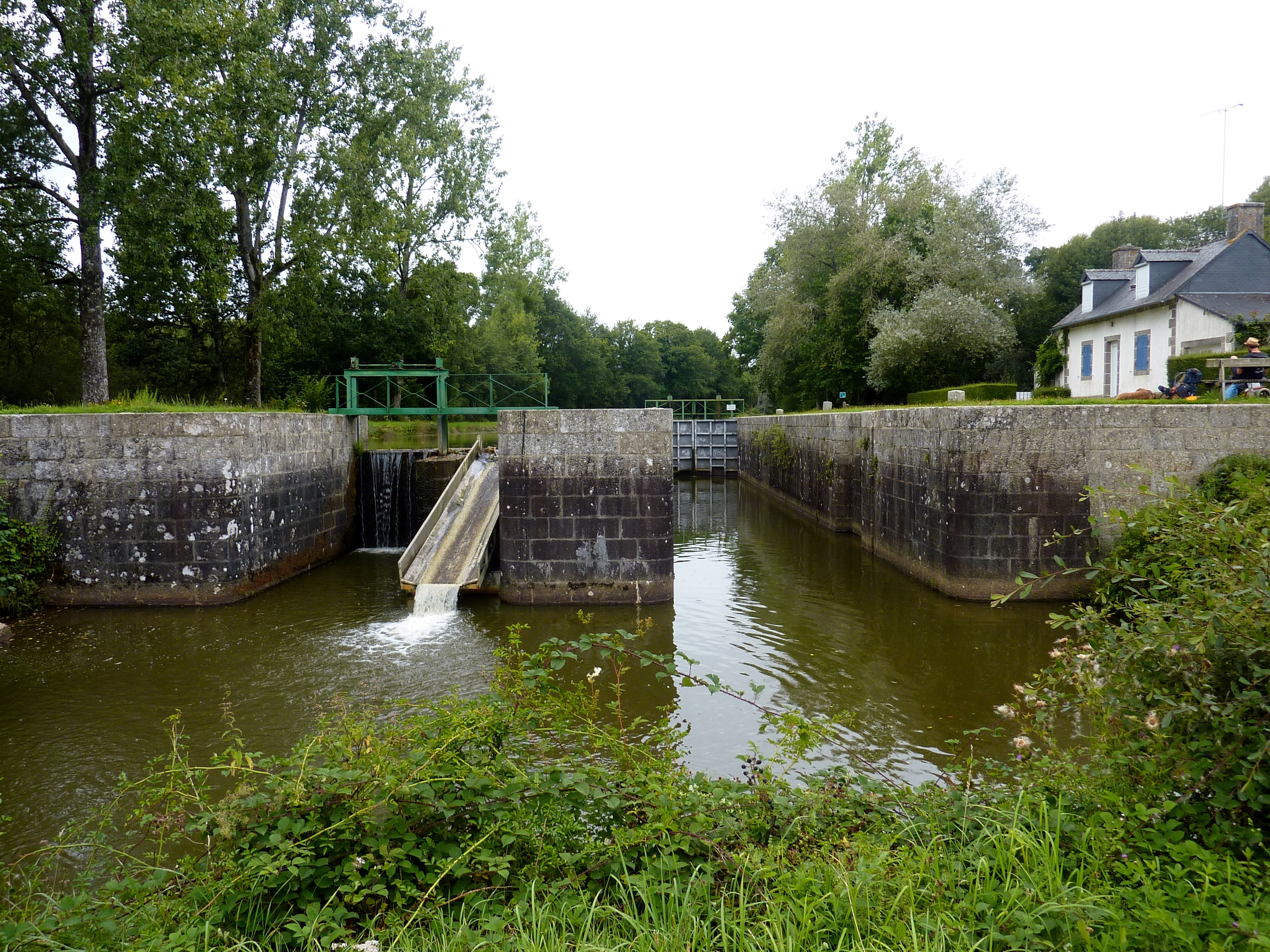
Canal de Nantes à Brest : écluse de Pont-Auffret (écluse n°152) dans la commune de Rostrenen, à la limite de celle de Glomel.
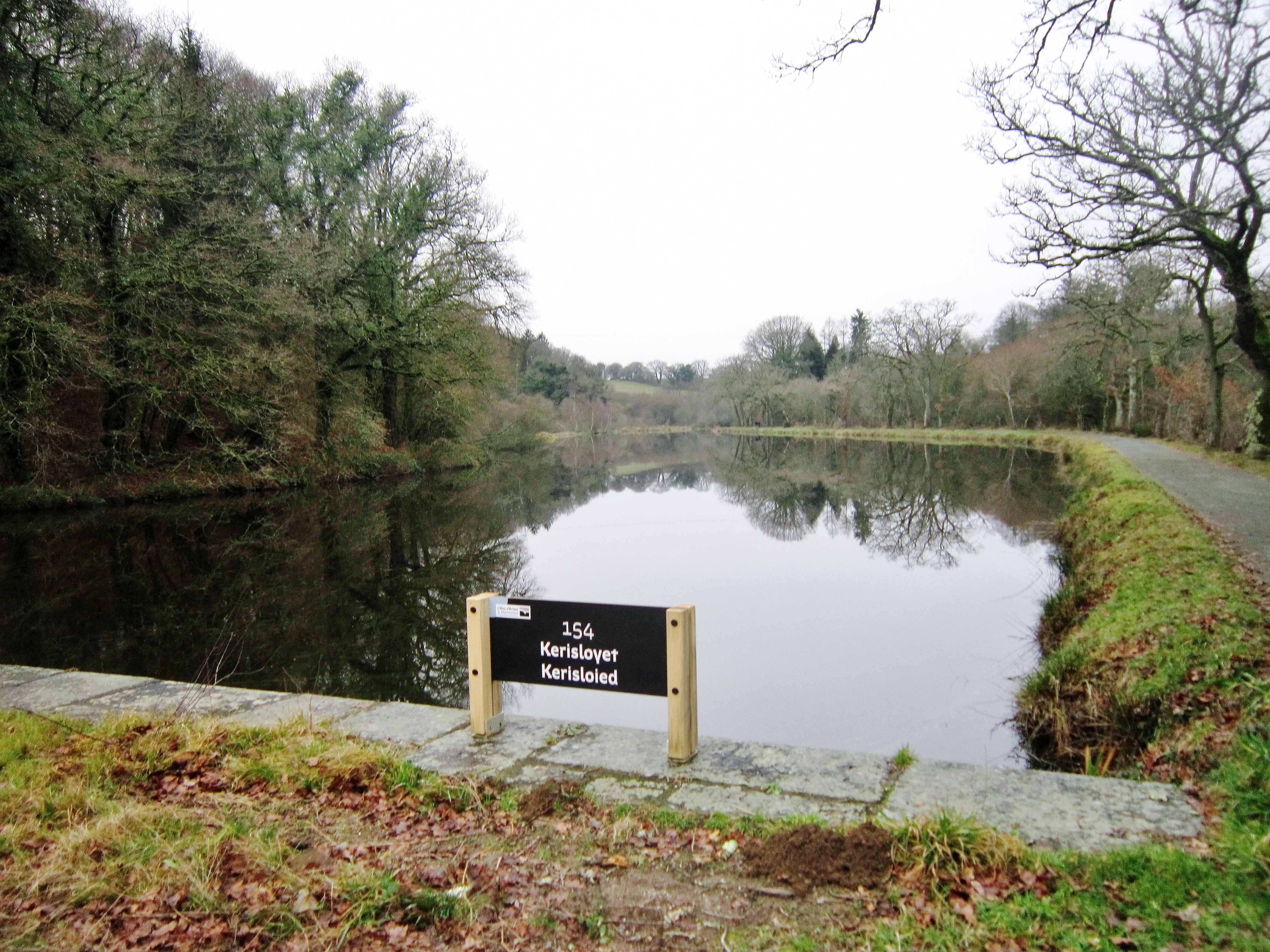
Le Canal de Nantes à Brest vu depuis l'écluse de Kerisloyet (écluse n° 154), communes de Rostrenen (à droite, avec le chemin de halage) et de Glomel (à gauche).
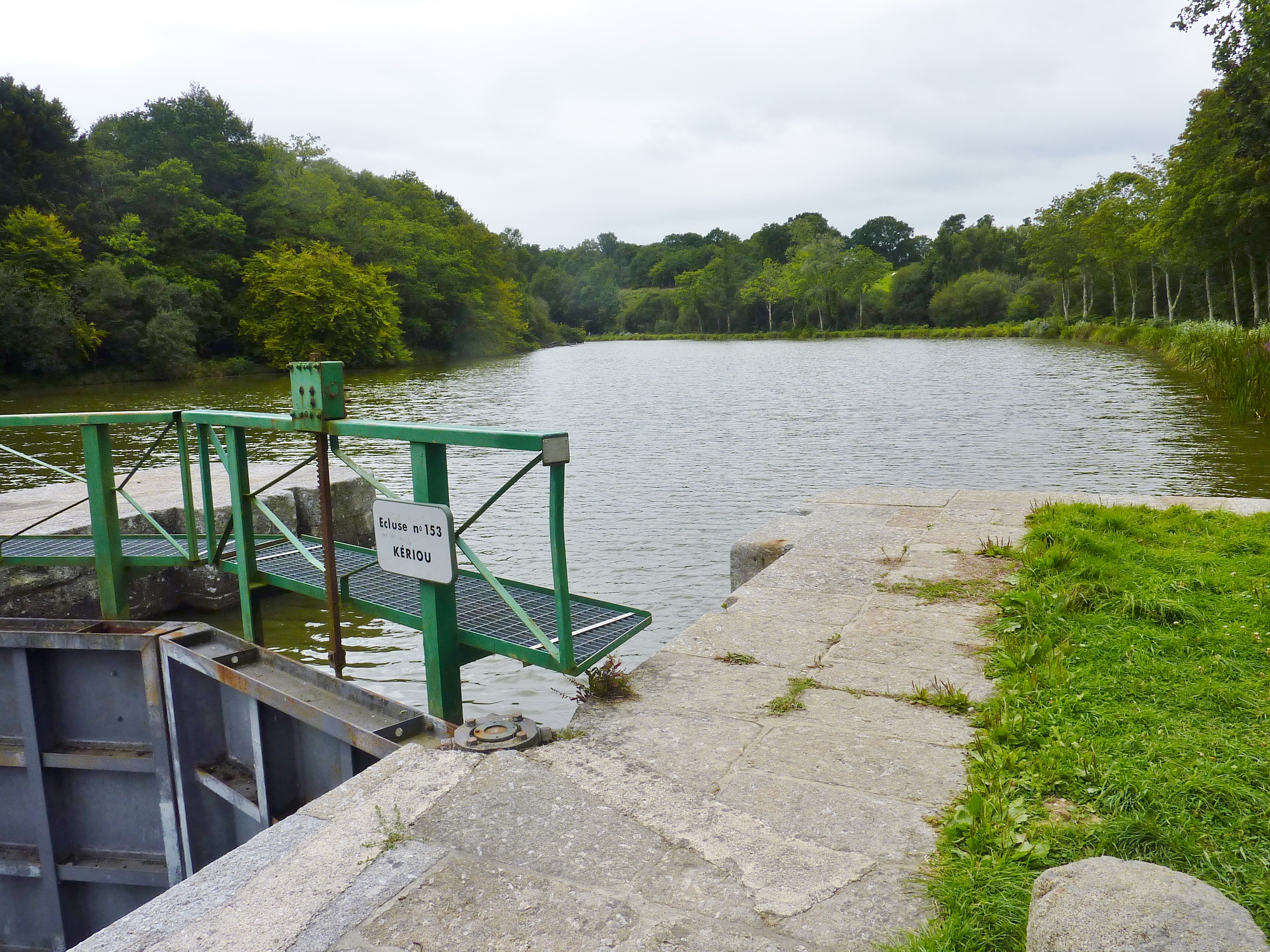
Le Canal de Nantes à Brest juste en amont de l'écluse de Kériou (écluse n° 153 , commune de Rostrenen à droite sur la photographie et de Glomel, à gauche de la photographie).
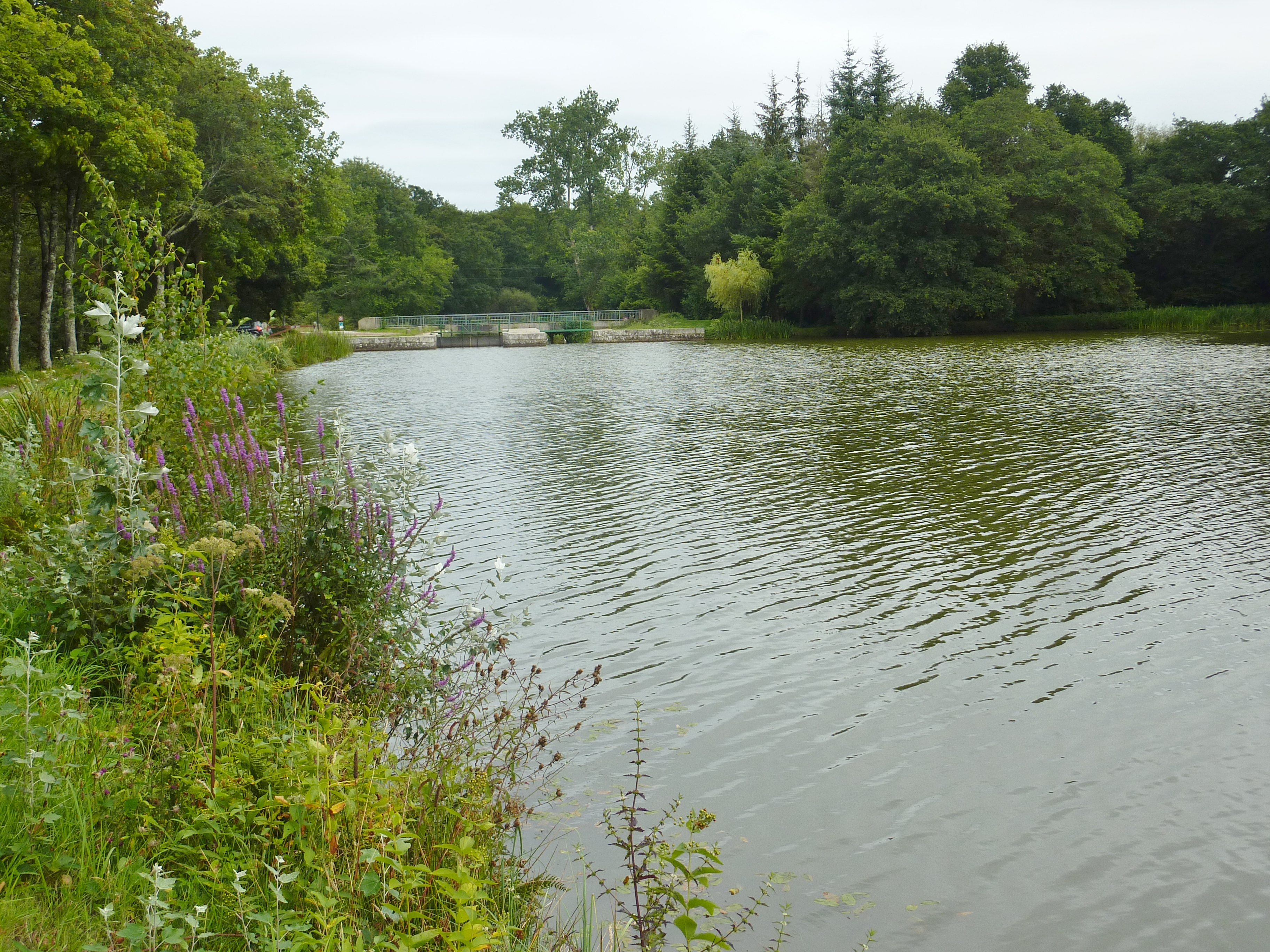
Le Canal de Nantes à Brest au niveau de l'écluse de Kériou (écluse n° 153 du Canal de Nantes à Brest), visible à l'arrière-plan.

## Urbanisme

### Typologie
Au 1er janvier 2024, Rostrenen est catégorisée bourg rural, selon la nouvelle grille communale de densité à 7 niveaux définie par l'Insee en 2022.
Elle appartient à l'unité urbaine de Rostrenen, une unité urbaine monocommunale constituant une ville isolée,. Par ailleurs la commune fait partie de l'aire d'attraction de Rostrenen, dont elle est la commune-centre,. Cette aire, qui regroupe 10 communes, est catégorisée dans les aires de moins de 50 000 habitants,.

### Occupation des sols

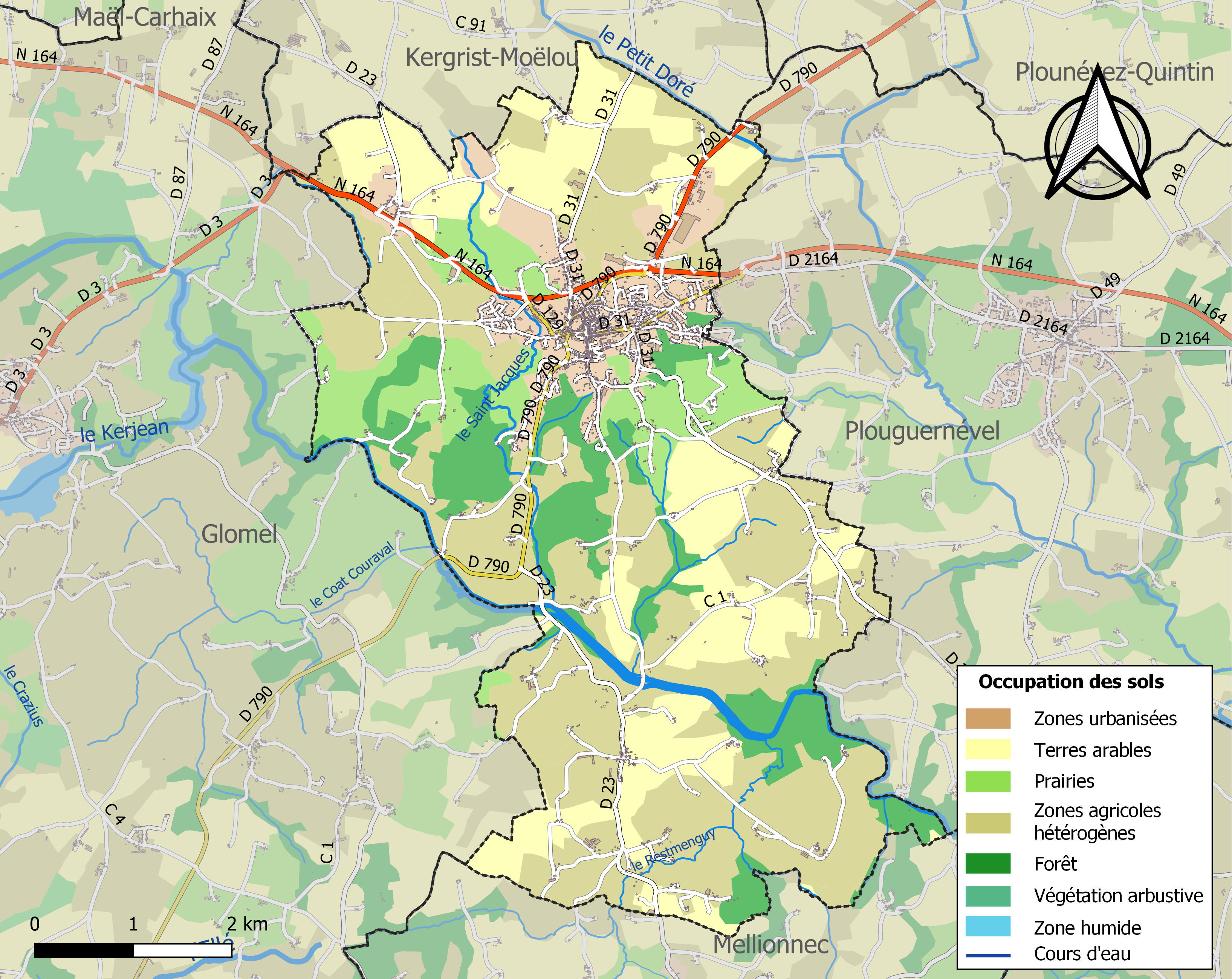
Carte des infrastructures et de l'occupation des sols de la commune en 2018 (CLC).

Le tableau ci-dessous présente l'occupation des sols de la commune en 2018, telle qu'elle ressort de la base de données européenne d’occupation biophysique des sols Corine Land Cover (CLC).
| Type d’occupation                                                                   | Pourcentage | Superficie (en hectares) |
| ----------------------------------------------------------------------------------- | ----------- | ------------------------ |
| Tissu urbain discontinu                                                             | 7,8 %       | 251                      |
| Zones industrielles ou commerciales et installations publiques                      | 1,5 %       | 49                       |
| Équipements sportifs et de loisirs                                                  | 1,4 %       | 44                       |
| Terres arables hors périmètres d'irrigation                                         | 21,5 %      | 695                      |
| Prairies et autres surfaces toujours en herbe                                       | 10,3 %      | 331                      |
| Systèmes culturaux et parcellaires complexes                                        | 38,0 %      | 1227                     |
| Surfaces essentiellement agricoles interrompues par des espaces naturels importants | 6,6 %       | 214                      |
| Forêts de feuillus                                                                  | 10,3 %      | 333                      |
| Forêts mélangées                                                                    | 2,5 %       | 81                       |
| Source : Corine Land Cover                                                          |             |                          |

## Histoire

### Moyen Âge
La baronnie de Rostrenen remonte à Riwalon, sénéchal de Bretagne en 1068.
La paroisse de Moëlou se trouvait dans l'archidiaconé de Poc'her (Poher) et dans l'évêché de Cornouaille ; elle avait pour trève[Rostrenen. La chapelle seigneuriale de Rostrenen fut remplacée au début du XIVe siècle (probablement entre 1320 et 1352, du temps d'Alain VII de Rohan et de Jeanne de Rostrenen, son épouse) par une église plus vaste placée sous le vocable de Notre-Dame à la suite de la découverte d'un buste de celle-ci. Une bulle du pape Sixte IV datée du 27 août 1483 élève la nouvelle église au rang de collégiale, dortée de 6 chanoines ; son premier doyen fut Ronan de Coëtmeur, frère de Pierre IX de Rostrenen, et recteur de Kergrist-Moëlou.

### Temps modernes

#### La dernière duchesse d'Elbeuf
Innocente Catherine de Rougé du Plessis-Bellière (1707-1794), mariée d'abord avec Jean-Sébastien de Kerhoënt, seigneur marquis de Coëtanfao, lequel mourut le 7 avril 1744, se remaria le 6 juin 1747 avec Emmanuel-Maurice de Lorraine, duc d'Elbeuf (1677-1763), seigneur de Rostrenen.
Vivant principalement au château de Moreuil (dans l'actuel département de la Somme), sa venue dans son château de Rostrenen faisait événement dans la contrée, la baronne faisant une entrée triomphale dans la ville, descendant la rue du Bourg-Coz sous les acclamations du peuple, parmi lequel de nombreux mendiants accourus de fort loin ; le Doyen de la collégiale et tous les notables de la ville venaient en cortège à sa rencontre et les cloches sonnaient à toute volée. Emprisonnée pendant la Révolution française à plusieurs reprises, elle rédigea une correspondance dans laquelle elle relate les événements de son temps ; elle mourut dans un grand dénuement.

### Révolution française
La ville, forte de ses 900 habitants, fut chef-lieu du district de Rostrenen de 1790 à 1795.

### LeXIXesiècle

#### La menace des loups
Le 11 mars 1807, le préfet des Côtes-du-Nord écrit : « Vu l'exposé par M. le maire de Rostrenen, les loups se montrent fréquemment par bandes nombreuses dans les environs de la commune, menaçant les bestiaux (...) et même les personnes ». Le préfet autorisa alors le maire à organiser des battues aux loups. Dans la décennie 1830 encore, le docteur Ribault, de Rostrenen, fut poursuivi par une bande de loups affamés en rentrant d'une visite à un malade un jour d'hiver ; il ne leur échappa que grâce à la vigueur de son cheval.
Frank Davies rapporte que lors des hivers rudes, après une longue période de neige, « on a besoin d'allumer des feux la nuit à tous les carrefours de routes entre Carhaix, Callac, Gourin, Rostrenen et autres petites villes du voisinage pour préserver les troupeaux et même les chiens de la rapacité des loups affamés ».

#### La surabondance des foires et marchés
Vers 1809, sans compter les traditionnels marchés hebdomadaires chaque mardi, 22 foires sont organisées chaque année à Rostrenen ; en 1896 elles sont au nombre de 26 bien que le préfet des Côtes-du-Nord ait écrit en 1837 : « Ces foires sont en trop grand nombre. Il en résulte un déplacement trop souvent répété des habitants des communes voisines qui pour la plupart n'ont rien à y faire et qui ne s'y rendent que pour boire dans les cabarets. Il serait bien qu'elles fussent réduites : on y ferait les mêmes affaires et il y aurait un bénéfice réel pour l'agriculture ».
Le docteur Goëlo, médecin à Rostrenen, écrit en 1832 dans un rapport adressé à la commission sanitaire sous-préfectorale de Guingamp : « Ce pays est sain et fertile, leurs habitants laborieux, un peu ivrognes, superstitieux, plongés dans une ignorance très grande. Pas une école primaire dans aucune des communes des deux cantons, excepté la commune de Rostrenen. Il est de fait que ce bon et pacifique clergé cherche tous les moyens possibles pour entretenir cette ignorance. L'influence qu'il a dans nos campagnes est si grande que nos malheureux campagnards se laissent gouverner par ces braves gens ».
En 1836, François Habasque dénombre 600 indigents et 100 mendiants à Rostrenen, qui compte alors 1 200 habitants. Le chantier de construction du canal de Nantes à Brest a toutefois entraîné une très relative prospérité pendant quelques années.

### LeXXesiècle

#### Les guerres duXXesiècle
Le monument aux Morts porte les noms des 145 soldats morts pour la Patrie :
- 108 sont morts durant la Première Guerre mondiale.
- 26 sont morts durant la Seconde Guerre mondiale.
- 1 est mort durant la Guerre d'Algérie.
- 9 sont morts durant la Guerre d'Indochine.
- 1 est mort durant le conflit au Tchad.

Rostrenen est connue pour des actions de la Résistance au cours de la Seconde Guerre mondiale.
Le 8 juin 1944, huit jeunes résistants pris par surprise par des Allemands de la division de parachutistes Kreta, qui se dirigeait vers le front de Normandie, dans une ferme du hameau de Lamprat en Plounévézel, sont successivement pendus à différents endroits entre Plounévézel et Saint-Caradec, dont l'un, Marcel Bernard, 19 ans, à l'entrée de Rostrenen, et un autre, Louis Briand, en pleine ville de Rostrenen.
Une autre forme de résistance à Rostrenen est le sauvetage et la protection de deux petites juives menacées par les lois raciales. Elles sont amenées de Paris par Césarine Le Floc'h-Rosenberg et cachées par elle et par Francine Jégou-Girot, avec la complicité de plusieurs habitants. Césarine Le Floc'h-Rosenberg et Francine Jégou-Girot sont reconnues Justes parmi les nations,,.

#### L'Entre-deux-guerres
Valentin Branthôme (1865-1926) succéda en 1899 à sa mère, Marie Le Maout, l'épouse du fondateur Charles Branthôme, et assura une production semi-industrielle (employant jusqu'à une cinquantaine d'ouvriers) de meubles réputés pendant les premières décennies du XXe siècle, allant jusqu'à fabriquer de 400 à 500 meubles (armoires, buffets, horloges, lits, etc.) par an. Le décor, de « style breton » (style Henri II avec une thématique bretonne et une surenchère ornementale) est le plus souvent composé de cercles habillés de fuseaux, de feuillages de liserons dessinant des entrelas complexes, etc..

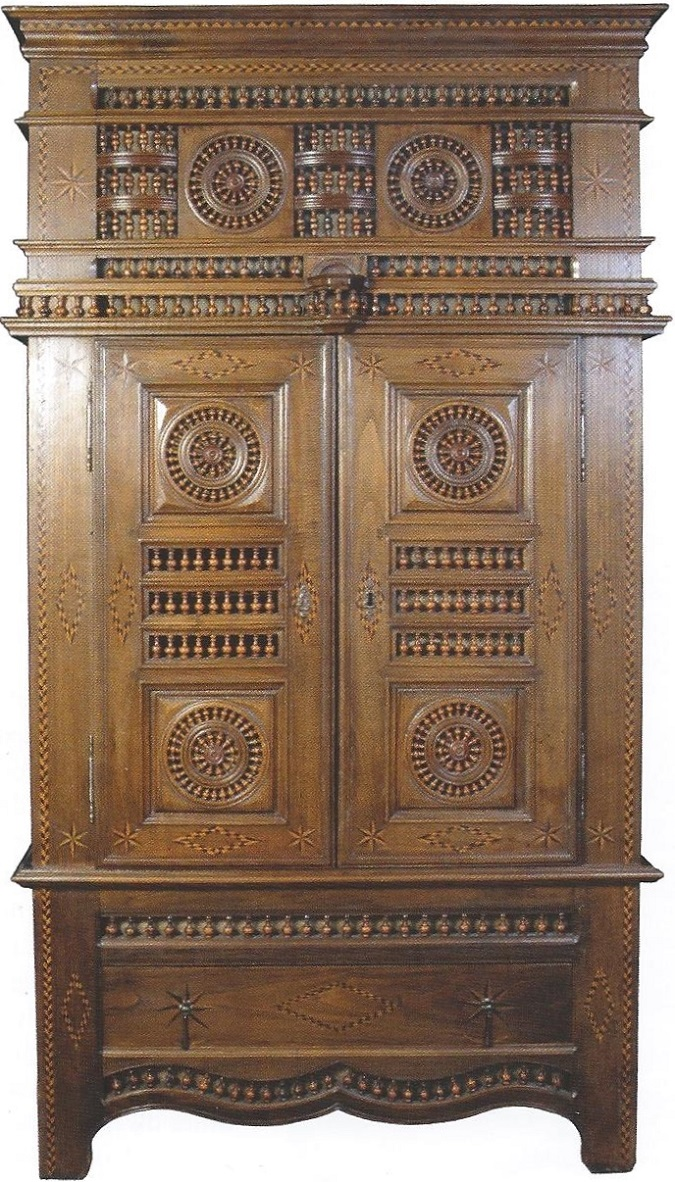
Armoire de style breton faite par Valentin Branthôme en 1924 (Musée des beaux-arts de Rennes)

#### L'annexion de la commune de Bonen
En 1970, la commune étend son territoire en intégrant la commune voisine de Bonen et une part de celle de Glomel (dont le bois de Kerbescond).

### LeXXIesiècle

#### Un nouveau dynamisme économique
La mise en voie express de la route nationale 164 bientôt achevée, la centralité stratégique de Rostrenen (permettant de desservir presque toute la Bretagne dans un rayon de 100 km, soit plus de 2 millions d'habitants), un prix du foncier ultra-compétitif (10 euros le m² en bordure de la RN 164), la fibre optique, une fiscalité allégée (grâce au classement de Rostrenen en zone de revitalisation rurale) expliquent le dynamisme récent de ce  « Cœur de Bretagne », illustré par l'implantation de plusieurs entreprises depuis 2015 et notamment de la plate-forme logistique de Distrivert, une branche du groupe Triskalia.

## Culture
Rostrenen dispose d'une vie culturelle assez développée, en particulier au niveau musical. Le point d'orgue de cette dynamique est le Festival Fisel, organisé tous les ans, fin août, depuis 1972. C'est un rendez-vous de musique traditionnelle (fest-noz et surtout concours de danse) qui s'ouvre aux musiques populaires d'autres régions ou pays.

### Langue bretonne
L’adhésion à la charte Ya d'ar brezhoneg a été votée par le Conseil municipal le 13 septembre 2004. La commune a reçu le label de niveau 1 de la charte le 15 novembre 2004 puis le label de niveau 2 le 19 octobre 2007. Le label Ya d'ar brezhoneg de niveau 3 a été remis à la commune le 9 juin 2016. À la rentrée 2017, 140 élèves étaient scolarisés dans les classes bilingues (soit 39,3 % des enfants de la commune inscrits dans le primaire).

## Héraldique
| Blason | Blasonnement : D'hermine à trois fasces de gueules. D'après la légende, lors d’un combat contre des Français, le baron de Rostrenen, avec son bouclier couvert d'hermine, se battait quand un adversaire lui aurait coupé trois doigt. Avec le peu de force qui lui restait, il aurait réussi à fracasser le crâne de l'ennemi et en signe de dépit aurait passé sa main amputée de trois doigt sur son bouclier. « Vois, François, le courage des Bretons qui défendent la patrie, la justice et la liberté ; vous François, dans votre orgueil, vous ne pensez qu'à guerroyer et à coloniser les plus faibles. Je le jure sur l'honneur et sur Dieu, le royaume de France paiera ses crimes et l'avenir le prouvera. » Ce serait donc cet événement qui serait à l'origine des trois bandes rouges sur l'écu d'hermine bien que cela ne soit mentionné nulle part. Cela fait partie du légendaire nationaliste mis au point au XIXe siècle dans les sérails antirépublicains. D'autres version soutiennent que le baron de Rostrenen se serait battu contre des Vikings, mais cela semble peu probable, car à l'époque des Vikings, le symbole de l'hermine n'était pas encore apparu. |

## Politique et administration

### Jumelages
| Ville | Ville          | Pays | Pays    | Période     |
| ----- | -------------- | ---- | ------- | ----------- |
|       | Kanturk        |      | Irlande | depuis 1989 |
|       | Le Morne-Rouge |      | France  | depuis 2004 |

La commune est jumelée avec Kanturk (Irlande) depuis 1989 et Le Morne-Rouge depuis 2004.

## Démographie
L'Argoat est devenu attractif pour la population d'origine britannique (du moins avant le Brexit) : selon l'INSEE, en 2016, les cinq bassins de vie bretons où la part de la population de nationalité anglaise étaient les plus nombreux étaient dans l'ordre ceux de Callac (7,8 %), Huelgoat (6,8 %), Guémené-sur-Scorff (5,1 %), Rostrenen (4,7 %) et Merdrignac (3 %), en partie à cause de la modicité des prix de l'immobilier en Bretagne intérieure.

L'évolution du nombre d'habitants est connue à travers les recensements de la population effectués dans la commune depuis 1793. Pour les communes de moins de 10 000 habitants, une enquête de recensement portant sur toute la population est réalisée tous les cinq ans, les populations de référence des années intermédiaires étant quant à elles estimées par interpolation ou extrapolation. Pour la commune, le premier recensement exhaustif entrant dans le cadre du nouveau dispositif a été réalisé en 2006.

En 2022, la commune comptait 3 282 habitants, en évolution de +7,18 % par rapport à 2016 (Côtes-d'Armor : +1,78 %, France hors Mayotte : +2,11 %).
| 1793 | 1800 | 1806 | 1821 | 1831  | 1836  | 1841  | 1846  | 1851  |
| ---- | ---- | ---- | ---- | ----- | ----- | ----- | ----- | ----- |
| 900  | 981  | 909  | 877  | 1 141 | 1 200 | 1 168 | 1 380 | 1 396 |

| 1856  | 1861  | 1866  | 1872  | 1876  | 1881  | 1886  | 1891  | 1896  |
| ----- | ----- | ----- | ----- | ----- | ----- | ----- | ----- | ----- |
| 1 408 | 1 560 | 1 626 | 1 646 | 1 858 | 1 989 | 2 162 | 1 853 | 1 870 |

| 1901  | 1906  | 1911  | 1921  | 1926  | 1931  | 1936  | 1946  | 1954  |
| ----- | ----- | ----- | ----- | ----- | ----- | ----- | ----- | ----- |
| 1 930 | 2 185 | 2 395 | 2 559 | 2 456 | 2 220 | 2 401 | 2 534 | 2 267 |

| 1962  | 1968  | 1975  | 1982  | 1990  | 1999  | 2006  | 2011  | 2016  |
| ----- | ----- | ----- | ----- | ----- | ----- | ----- | ----- | ----- |
| 1 924 | 2 083 | 3 875 | 3 868 | 3 664 | 3 616 | 3 397 | 3 272 | 3 062 |

| 2021  | 2022  | - | - | - | - | - | - | - |
| ----- | ----- | - | - | - | - | - | - | - |
| 3 207 | 3 282 | - | - | - | - | - | - | - |

## Lieux et monuments
La commune compte cinq monuments historiques :
- l'église collégiale Notre-Dame-du-Roncier, église ancienne du XIIIe siècle dont le portail latéral a été classé au titre des monuments historiques en 1913[60],[61] et qui possède trois retables du XVIIIe siècle[62].
- la fontaine de dévotion Notre-Dame-du-Roncier, classée en 1909 au titre des monuments historiques[63],[64] ;
- la chapelle de Locmaria, monument du XIVe siècle, inscrite en 1964 au titre des monuments historiques[65],[66] ;
- la chapelle Saint-Jacques, classée en 1909 au titre des monuments historiques[67],[68] ;
- le manoir de Compostal, sur la place du bourg Coz (vieux bourg), construction en granite datant du XVIe siècle, avec une cheminée monumentale et une tour polygonale[69].

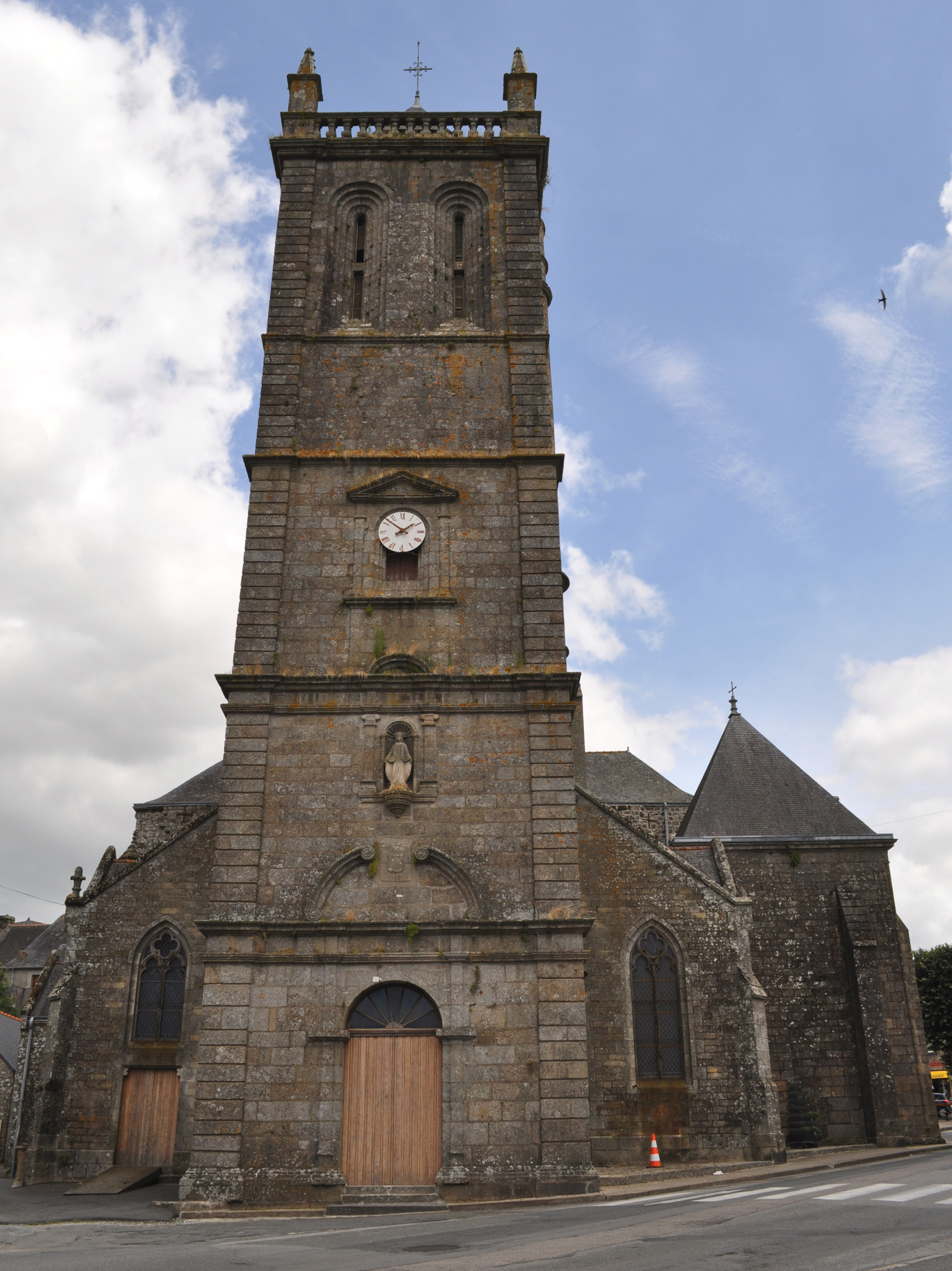
L'église Notre-Dame-du-Roncier.
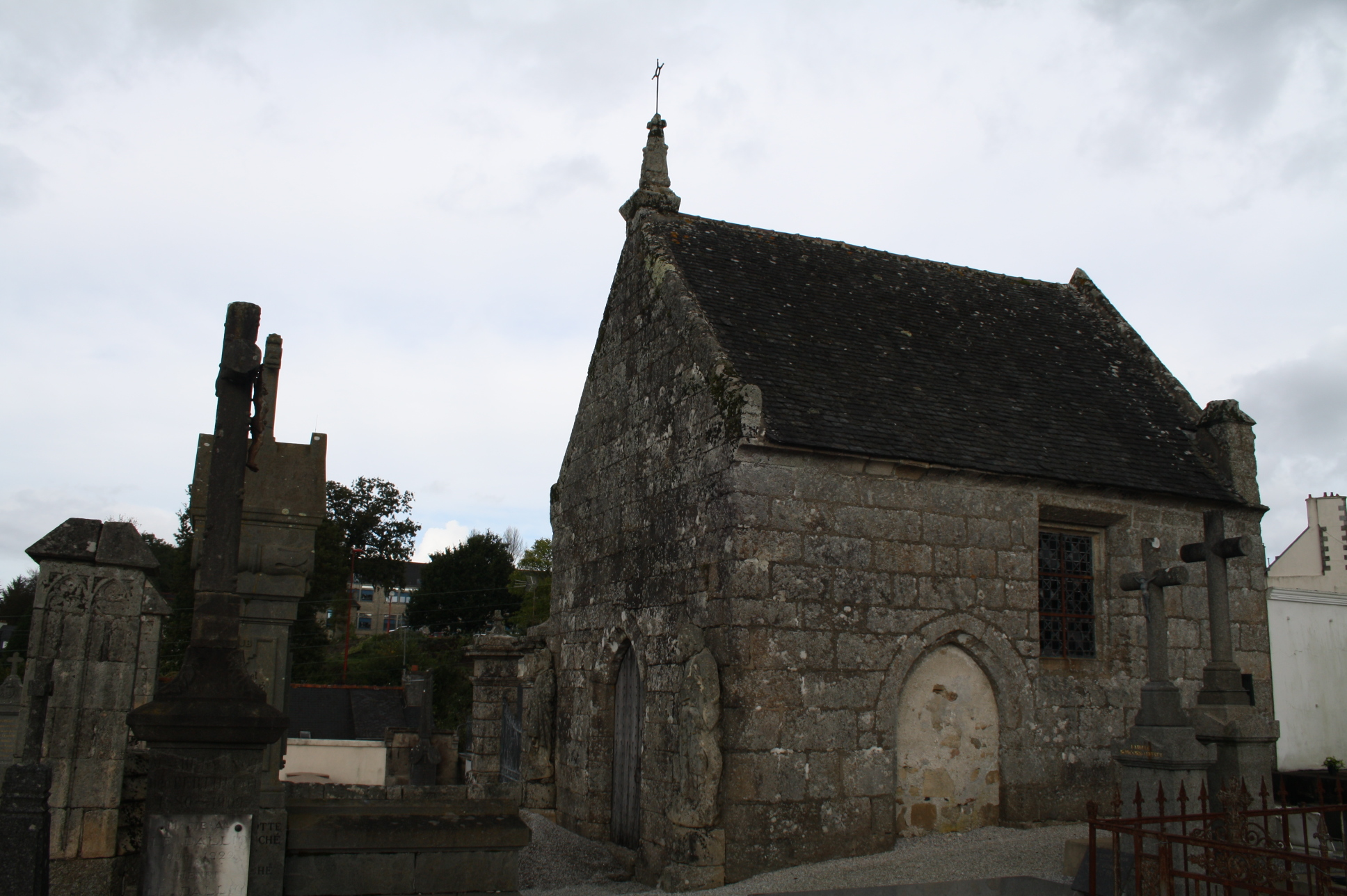
La chapelle Saint-Jacques.
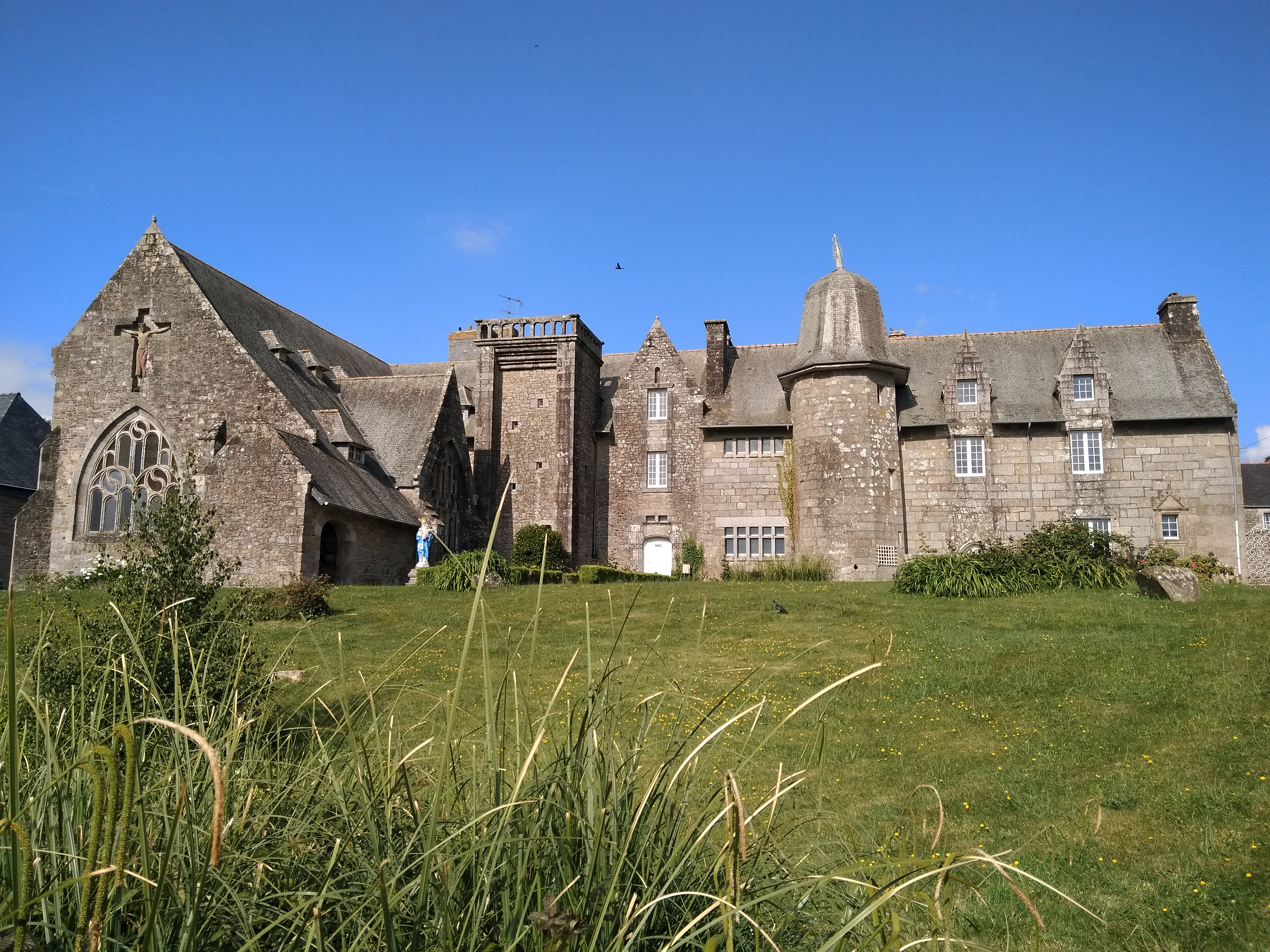
Manoir de Compostal.
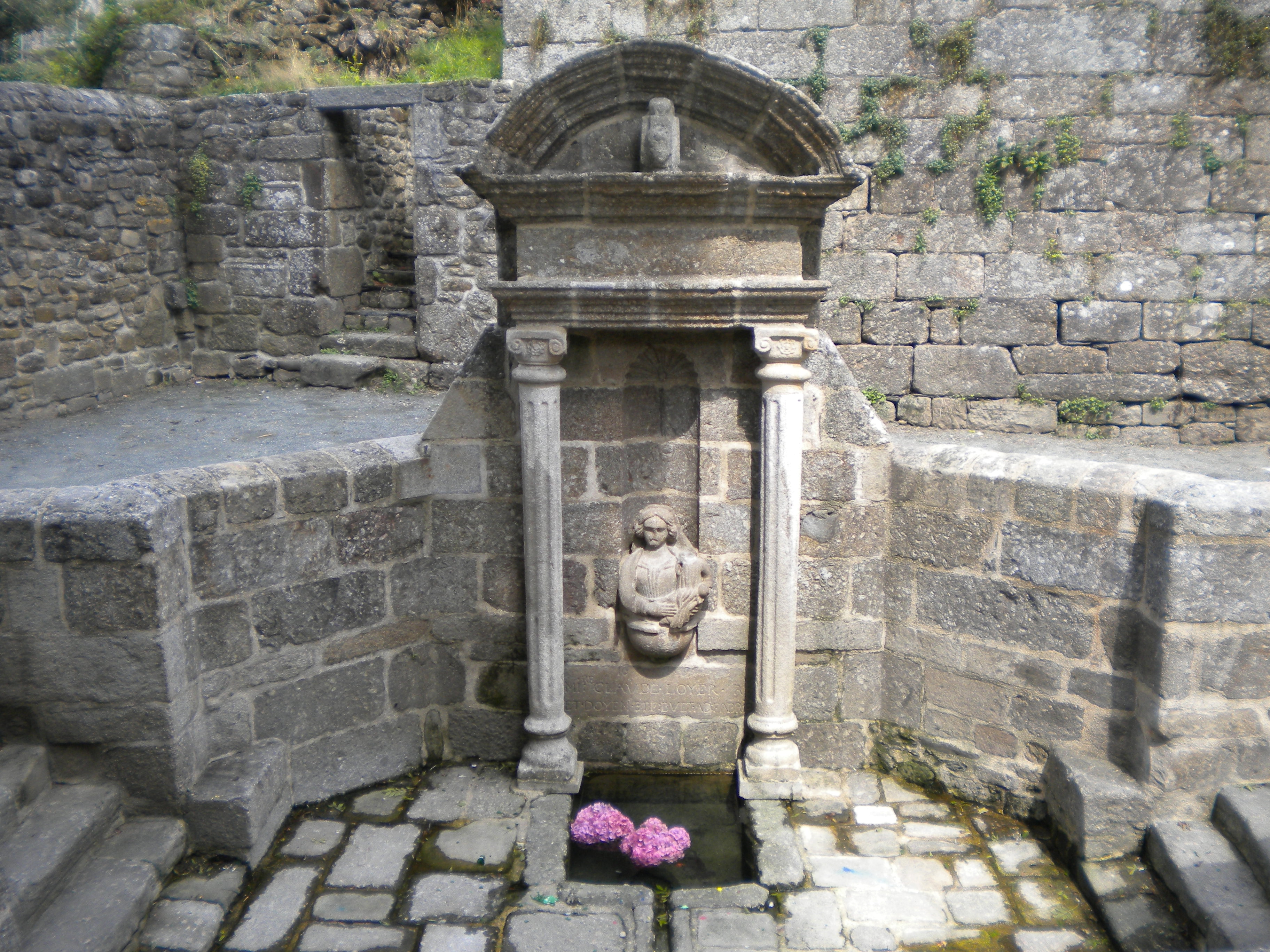
La fontaine de dévotion Notre-Dame-du-Roncier.
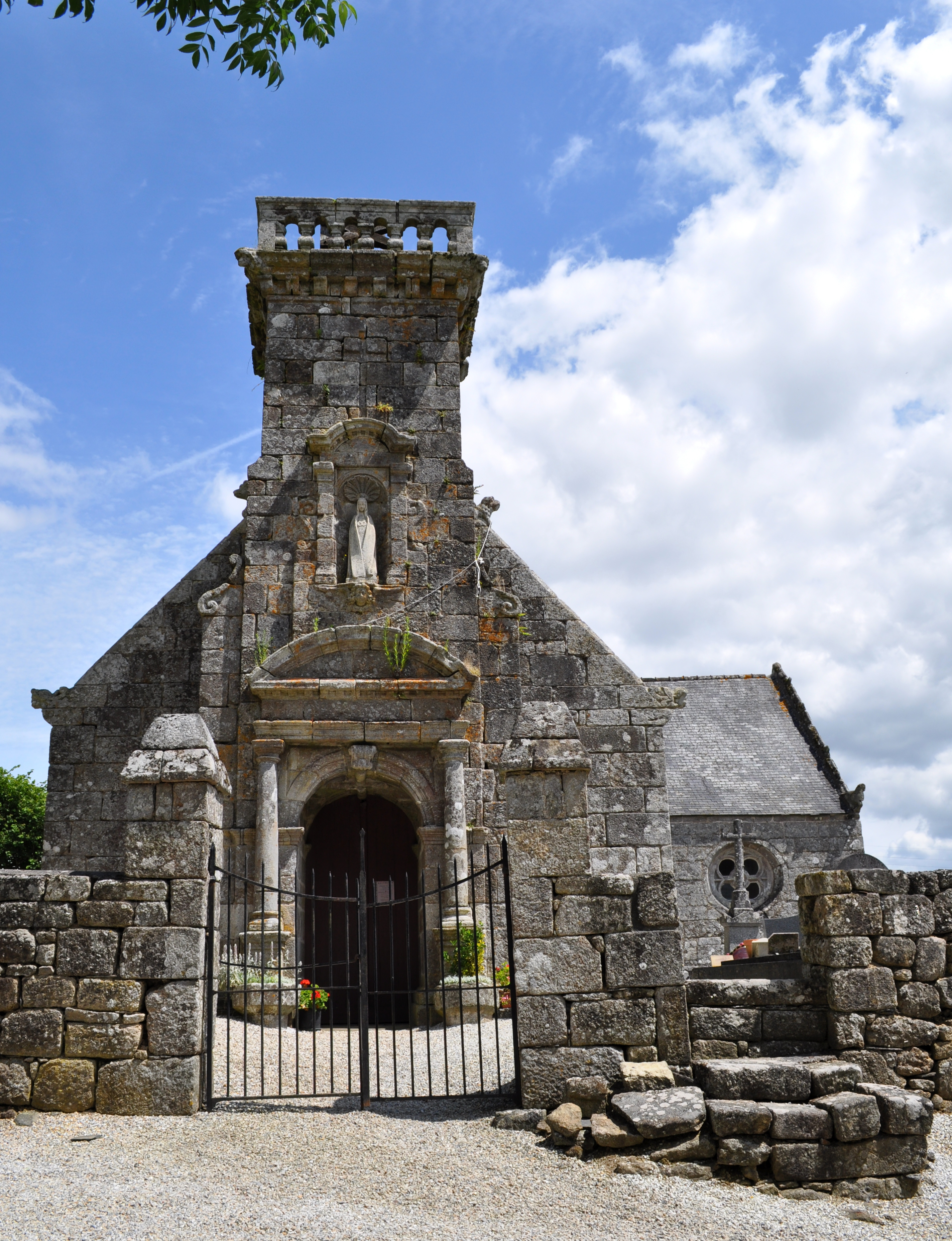
La chapelle de Locmaria.
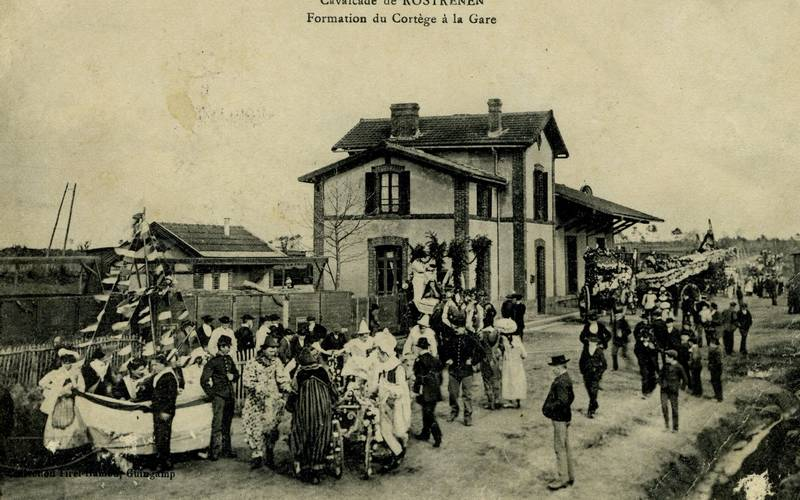
La gare (1910).
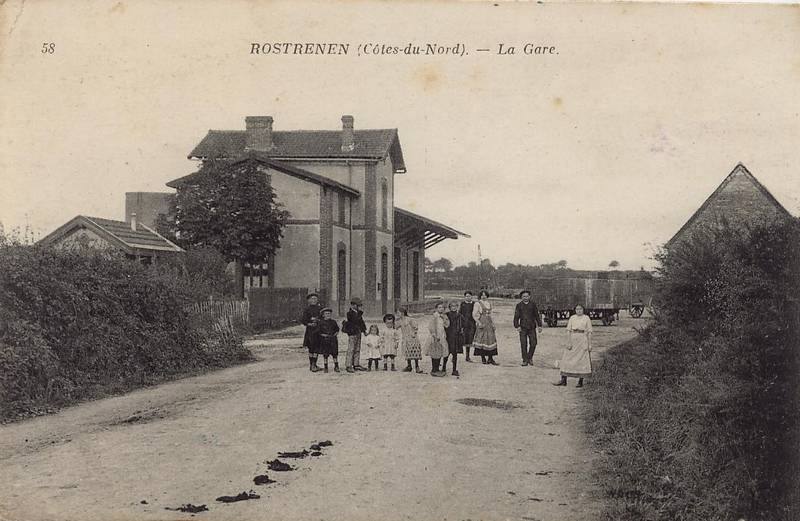
La gare (1900).

Autres édifices
- Le manoir de Kerbescond du XVIe siècle[70].
- Le monument aux morts est d'Eugène Durassier.

## Personnalités liées à la commune
- La famille de Rougé, anciens propriétaires du château avant la Révolution.
- Marie-Magdeleine Le Baquer. Elle accompagna le photographe Jean Lody dans ses recherches mégalithiques. Historienne, ses travaux sont reconnus. Elle collabore à de nombreuses revues bretonnes dont la « La Revue du Poher » éditée par le « Centre Genealogique et Historique du Poher ».
- Auguste Boncors, écrivain, déporté à Auschwitz, Buchenwald, Dora et Niederhausen (Tyrol)
- Eugène-Ange-Marie Bouché, évêque de Saint-Brieuc et Tréguier de 1882 à 1888.
- Philomène Cadoret, femme écrivain, connue sous le pseudonyme de Koulmig Arvor
- Roque Carrion, résistant
- Danielle Collobert, écrivain (dont les œuvres ont été éditées par un autre auteur rostrenois, Françoise Morvan)
- Guillaume Le Caroff, homme politique
- Jean Le Fustec, journaliste et druide
- Daniel Gélin, acteur, héros du feuilleton « Les Saintes Chéries » avec Micheline Presle. Ses parents tenaient commerce à Rostrenen. Il est enterré dans le cimetière des Corsaires à Saint-Malo.
- Glenmor Émile Le Scanff (Milig Ar Skanv), poète, écrivain, barde, interprète, romancier, essayiste. Il épousa La jeune Katell, l’ex-compagne de Jacques Brel. Le chanteur belge lui consacra une chanson : « Adieu l'Émile, je t'aimais bien… »
- Christophe Honoré, écrivain et réalisateur.
- Katell, compagne de Jacques Brel et du chanteur Glenmor, elle a enregistré des disques inspirés des textes de Glenmor. Par la suite, elle a animé des classes de poésie dans les écoles primaires.
- Pierre-Jean Le Breton (1752-1829), prêtre catholique et homme politique né à Rostrenen, député aux États généraux de 1789.
- Césarine Le Floc'h-Rosenberg (1911-1991), reconnue Juste parmi les nations pour son sauvetage de jeunes juives à Rostrenen[37],[39].
- Louis François Le Gallic de Kerizouet (1747-1834), homme politique né à Rostrenen, député du Morbihan de 1816 à 1820.
- Jean Lody, photographe et archéologue amateur. Fils d’une famille de comédiens ambulants originaires d’Italie qui finirent leur carrière a Guemene sur Scorff, il ouvrit un commerce de photographie à Rostrenen avec son épouse Ginette. Passionné par l’archéologie, il répertoria et photographia les menhirs, cromlechs et dolmens du sud des Côtes d’Armor.
- Claude Michel, footballeur professionnel de l'En Avant de Guingamp
- Françoise Morvan, écrivain
- Patrice Le Nepvou de Carfort, médecin général des armées qui a notamment participé à la Bataille de Diên Biên Phu
- Olivier Perrin, dessinateur et peintre
- Armand Robin, écrivain (dont les œuvres ont été éditées par un autre auteur rostrenois, Françoise Morvan)
- Jean Rolland, ouvrier des Ponts et chaussées, résistant communiste, mort à Buchenwald
- Albert Torquéau, résistant
- Olivier Royant (1962-2020), journaliste français. Après avoir été grand reporter, il devint rédacteur en chef du magazine « Paris Match ».